# Ilja Fiedin
Ilja Albiertowicz Fiedin, ros. Илья Альбертович Федин (ur. 6 maja 1989 w Podgorny) – rosyjski hokeista.

## Kariera
- Awangard Omsk (2005-2009)
- Iżstal Iżewsk (2009-2010)
- Atłant Mytiszczi (2010)
- HK Riazań (2010-2011)
- Mytiszczinskie Atłanty (2011)
- Titan Klin (2011)
- Mołot-Prikamje Perm (2012-2015)
- HK Soczi (2015)
- Buran Woroneż (2015)
- Dizel Penza (2016)
- Zauralje Kurgan (2016)
- Nieftianik Almietjewsk (2016)
- Jermak Angarsk (2016)
- Iżstal Iżewsk (2016/2017)

Wychowanek Sokoła Krasnojarsk. Od maja do grudnia 2015 zawodnik HK Soczi. Od czerwca do października 2016 zawodnik Nieftianika Almietjewsk. Od końca października 2016 zawodnik Jermaka Angarsk.